# 塑封本
塑封本（日语：／ Binibon）是指以乙烯基袋包裝（日語稱為；實際上是聚乙烯材料），使顧客不能在店內翻閲的日本色情書刊。此種出版物在1970年代中期至1980年代間風行於日本。

## 歴史
1975年左右，日本的舊書店和特價書店開始把各種各樣的凹版雜誌上架，這些凹版雜誌為塑封本的前身。位於東京著名書店街神保町的芳賀書店被認為是塑封本的發祥地。
塑封本初時會以墨水遮擋女性的性器官。不過到了1979年，它們則以身穿半透明內褲的女性模特兒寫真為主軸。當時的新聞和電視節目因此關注之。塑封本一般採用A4尺寸，每本約52頁左右。模特兒起初會在身穿半透明內褲的情況下張開大腿，令陰部及陰毛半隱半現。不過之後其透明度漸漸增加，並以蕾丝或连裤袜取代半透明內褲，致使性器官清晰可見。
當時很多小型書店和獨立書店會在店內設立成人區，以便把塑封本上架。在全盛時期，日本總計有30-40間出版社會出版塑封本，每月推出120本新作，月發行數達130萬至140萬本。神保町等地的學術書店會為了催谷銷量，不讓顧客只在店裡翻閱（看白書），而把色情書刊套入乙烯基袋內，因而得「塑封本」之名。
到了1980年代中期，因為當局不斷對書店施加壓力，所以它們決定不再將塑封本上架。

## 特色
除了上述的「透明內衣」外，塑封本亦有其他特點。它們跟自販機本一樣，顧客不能夠在購買前翻閲內容。
儘管塑封本起初以拍攝中年模特兒為主軸，但到了後期它們大多都改為拍攝美少女模特兒。該些美少女模特兒有一部分成為了「塑封本偶像」——她們一般以「年輕貌美，清純可愛」為賣點。當時著名的塑封本模特兒有田口由加莉、秋本理纳、铃木千代子。

## 影響
很多家日本成人影片（AV）片商在1980年代就已參與塑封本的製作，當中例子有九鬼、Atlas21、宇宙企劃。於1980年代誕生的美少女AV採用了「塑封本風格」，此一風格以年輕貌美的女性為賣點，它於後來演變成單體AV。

## 引用
1. 1 2 3 4 5 6 7 8 9  Wong & Yau 2017.
2. 1 2  湯 2007，第46頁.
3. 1 2  Yip 2013，第8頁.
4. 1 2 3 4  .   [2021-05-05]. （原始内容存档于2021-06-26）.
5. 1 2 3  .   [2021-05-05]. （原始内容存档于2021-05-06）.
6. ↑  藤木 2013，第28頁.
7. ↑  藤木 2013，第34頁.
8. ↑  Wong & Yau 2020.